# Сан Луиђи (Империја)
Сан Луиђи је насеље у Италији у округу Империја, региону Лигурија.
Према процени из 2011. у насељу је живело 142 становника. Насеље се налази на надморској висини од 639 м.